# US Airways

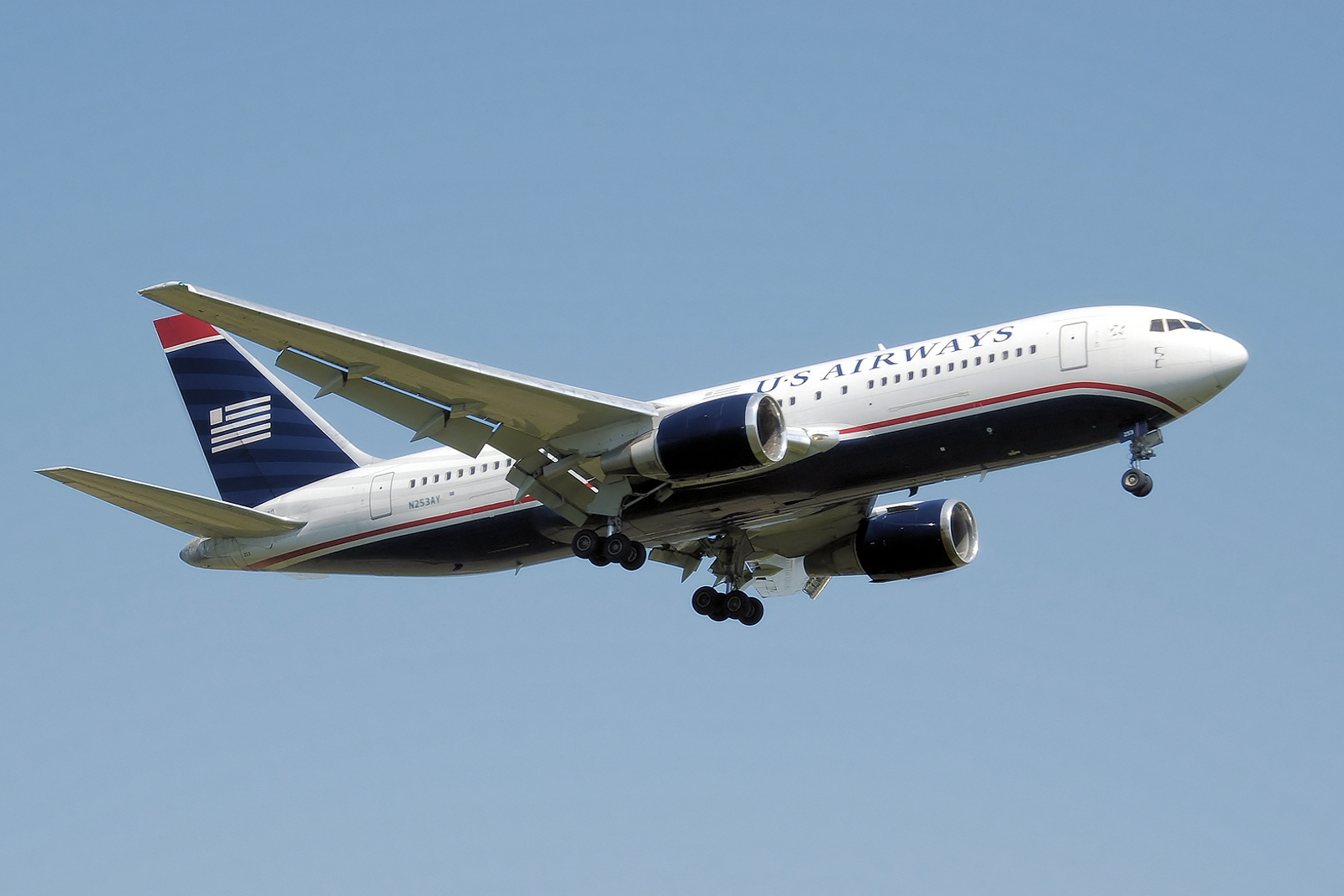
Boeing 767 linii US Airways

US Airways – amerykańskie linie lotnicze działające w latach 1939–2015, z siedzibą w Tempe, w stanie Arizona. Głównym hubem linii był port lotniczy Phoenix-Sky Harbor.

## Historia
W latach 2004–2014 US Airways należały do sojuszu linii lotniczych Star Alliance, następnie w latach 2014–2015 do Oneworld. 
W grudniu 2013, po otrzymaniu zgód amerykańskich urzędów antymonopolowych, nastąpiło włączenie przewoźnika  wraz z całą flotą do Grupy American Airlines.
17 października 2015 linia zaprzestała działalności i została całkowicie wcielona do American Airlines.